# Вреде, Раббе Аксель
Барон Раббе Аксель Вреде (1851—1938) — финский юрист и политик, профессор права и ректор Императорского Александровского университета, один из основателей Шведской народной партии Финляндии.

## Биография
Родился 16 июля 1851 года[по какому календарю?] в Аньяланкоски (Кюменлааксо). Был представителем известного баронского дворянского рода Вреде. Родителями его были окружной судья Хенрик Август Вреде и Анна Вильгельмина, урождённая Бекман.
Окончил курс юридического факультета Императорского Александровского университета. Получил степень доктора права (1883). Занимал должность профессора гражданского и римского права в Императорском Александровском университете (1885—1905). Ректор Александровского университета (1905). Канцлер Хельсинкского университета (1918—1930).
Заместитель председателя Верховного суда Финляндии (с декабря 1905 года по июнь 1909 года). Покинул должность (1909) из-за несогласия с интерпретацией Конституции.
Член Финского парламента (1910—1913 и 1917—1918). Вреде был признанным специалистом в области гражданского законодательства и процессуального права. Участвовал в работе над финской конституцией (1917) вместе с К. Ю. Стольбергом и Антоном Котоненом. Разработанный их группой проект, стал основой для конституции, принятой в 1919 году. Разработанный при участии Вреде проект предусматривал республиканскую форму правления, хотя сам Вреде был сторонником монархии. Внёс большой вклад в создание закона о праве собственности, который действует до настоящего времени.
В 1879 году Р. А. Вреде женился на своей троюродной сестре Иоганне Софии Паулине Вреде (1857—?). Их сыновья Хенрик Август (1884—1918); Раббе Фабиан Вреде (1882–1957) — судья, мэр Хельсинки.
Умер на родине 16 февраля 1938 года[по какому календарю?].